# Jacob Wamberg
Jacob Wamberg (født 29. maj 1961 i København) er dr.phil. og var professor i kunsthistorie ved Aarhus Universitet 2003-2023. Hans forskningsfelt er især berøringsfeltet mellem malerkunst, biologi, teknologi og evolutionsteori. I 2023  blev han medlem af Ny Carlsbergfondets bestyrelse.
Han er søn af lektor Niels Birger Wamberg og hustru, lektor Bodil Wamberg født Simonsen. Wamberg blev 1990 magister i kunsthistorie fra Københavns Universitet, hvor han i 1991 blev tildelt et ph.d.-stipendium. I 1996 blev han ansat som adjunkt ved Institut for Kunsthistorie (siden: Afdeling for Kunsthistorie) ved Aarhus Universitet, hvor han i 1999 blev udnævnt til lektor. Jacob Wamberg har været på længere forskningsophold i Firenze og i Baltimore. Han var fra 1986 til 1988 kunstanmelder ved Weekendavisen og fra 2001 til 2003 medlem af bestyrelsen for Dansk Kunstkritiker Forening, ligesom han i perioden 1997-2002 også sad i redaktionen af kunsttidsskriftet Periskop.

## Udvalgte publikationer
- Ikonet som dæmon, 2004.
- Landskabet som verdensbillede (disputats), 2005. Engelsk udgave (Landscape as World Picture), 2009.
- (med L.K. Hansen) Interface eller interlace?, 2005.
- Kunsthistorie og/eller Visuel Kultur?, 2007.
- Nye spørgsmål om teknikken. Antologi. Aarhus Universitetsforlag, 2014. Bidraget med kapitlet: Hed begge måske ikke tecne i antikken? Om den (u)mulige genformæling af kunst og teknologi